# Пея
Пея (італ. Peia) — муніципалітет в Італії, у регіоні Ломбардія, провінція Бергамо.
Пея розташована на відстані близько 490 км на північний захід від Рима, 70 км на північний схід від Мілана, 22 км на північний схід від Бергамо.
Населення — 1851 особа (2014).
Щорічний фестиваль відбувається 13 червня. Покровитель — Sant'Antonio di Padova.

## Демографія
Населення за роками:

Станом на 1 січня 2023 року в муніципалітеті офіційно проживав 21 іноземець з 8 країн, серед них 2 громадяни країн Євросоюзу.

## Сусідні муніципалітети
- Б'янцано
- Гандіно
- Леффе
- Ранцаніко